# Herbert Beck
Herbert Beck (28. února 1923 Vídeň – 13. března 1944 Biskajský záliv) byl slovensko-židovský palubní radiotelegrafista 311. československé bombardovací perutě v období druhé světové války.

## Život

### Před druhou světovou válkou
Herbert Beck se narodil 28. února 1923 ve Vídni v židovské rodině. Vystudoval reálné gymnázium. Příslušný byl ve slovenské obci Sobotište.

### Druhá světová válka
Rodina Herberta Becka odešla do exilu pravděpodobně ještě před vypuknutím druhé světové války. Dne 27. června 1941 se v Londýně přihlásil do Československé armády v zahraničí. Dne 5. července 1941 vstoupil do Royal Air Force a po patřičném výcviku se stal 15. prosince 1941 příslušníkem pozemního personálu 311. československé bombardovací perutě. Na této pozici sloužil 14. října 1942, kdy nastoupil do leteckého výcviku, po jehož zdárném ukončení se vrátil 25. července 1943 k 311. peruti jako palubní radiotelegrafista. S ní se účastnil protiponorkových hlídkových letů na oceánem. Dne 13. března 1944 odstartoval ke svému čtvrtému operačnímu letu jako člen posádky stroje Consolidated B-24 Liberator BZ995 „J“ pod velením Otakara Žanty, který beze stopy zmizel během letu na Biskajským zálivem. Jeho sestřel si nenárokoval žádný německý pilot a moře žádné z těl členů posádky nevyplavilo. Dosáhl hodnosti rotného.

## Ocenění

### Vyznamenání
- Československý válečný kříž 1939

### Posmrtná ocenění
- Herbert Beck byl in memoriam povýšen do hodnosti majora